# Alfred William Bennett
Pour les articles homonymes, voir Bennett.
Alfred William Bennett, né le 24 juin 1833 à Clapham et mort le 23 janvier 1902 à Londres, est un botaniste britannique.

## Biographie
Il est le fils de William et d’Elizabeth Bennett. Il obtient un Bachelor of Arts avec mention spéciale en chimie et en botanique à l’université de Londres en 1853, son Master of Arts en 1855 et son Bachelor of Sciences en 1858. Il se marie la même année avec Katherine Richardson.
Il s’installe comme libraire de 1858 à 1868. Il devient le tuteur de la famille de Gurney Barclay en 1868 et commence à donner des cours de botanique au Bedford College ainsi qu’à l’hôpital St-Thomas. Il est l’assistant de Sir Joseph Norman Lockyer (1836-1920) de 1870 à 1874.
Membre de la Société linnéenne de Londres et de la Société royale de microscopie, Bennett est l’auteur notamment de A Narrative of a Journey in Ireland (1847), avec George Robert Milne Murray (1858-1911) de Handbook of Cryptogamic Botany (1889), de Flora of Alpes (deux volumes, 1896-1897). Il traduit, avec William Turner Thiselton-Dyer (1843-1928), le Lehrbuch der Botanik de Julius von Sachs (1832-1897). Il est l’éditeur du Journal de la Société royale de microscopie à partir de 1897. Il est l’auteur de nombreux travaux sur les cryptogames et les algues d’eau douce ainsi que sur la pollinisation et les plantes des Alpes.
Il est mort soudainement en 1902 d'un crise cardiaque en retournant chez lui dans un autobus près d'Oxford Circus en Londres.